# Bolszaja Zasiecznaja Czerta

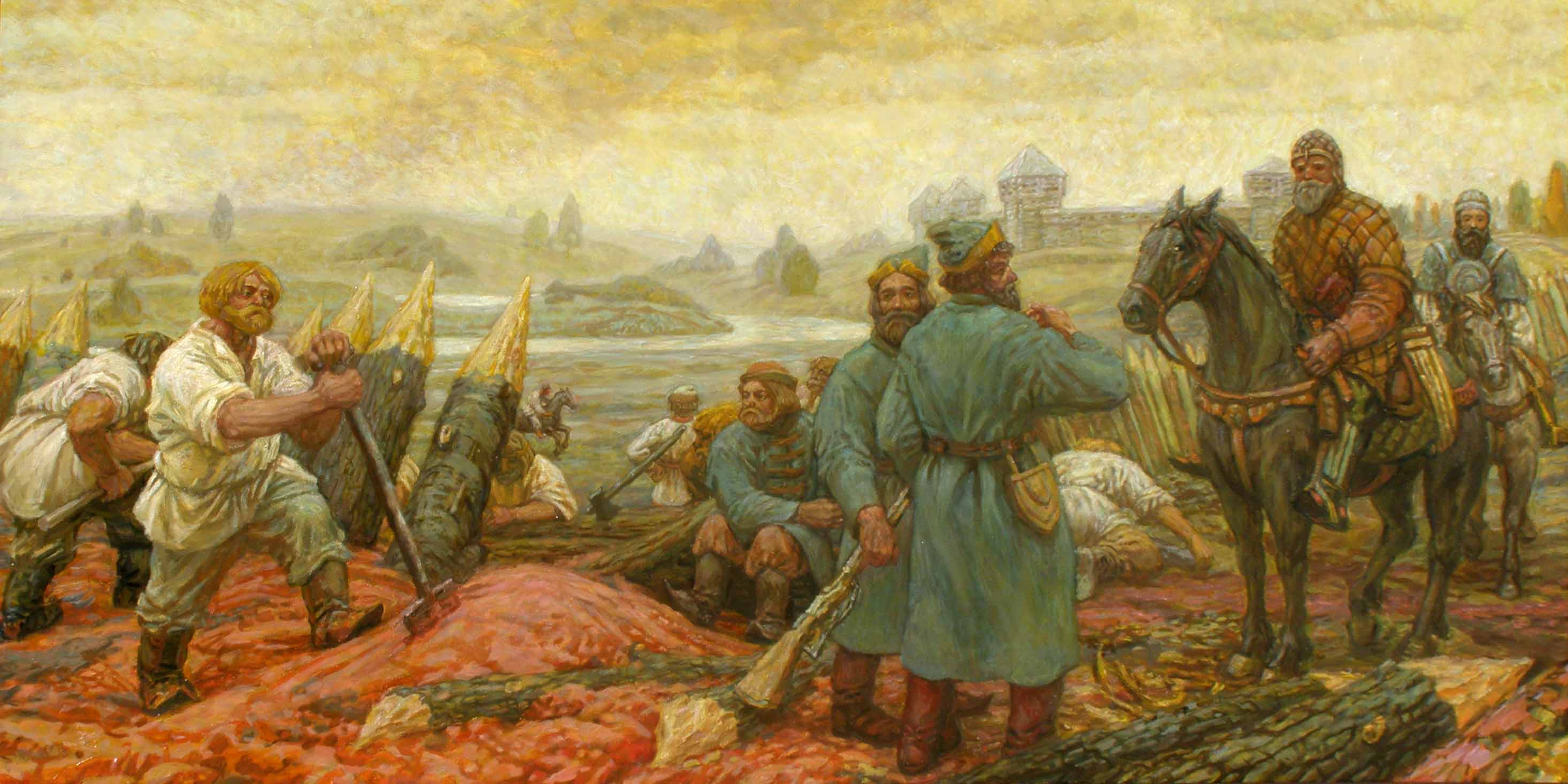
M. Priesniakow, Wielka Linia Zasieczna, 2010 rok, olej na płótnie

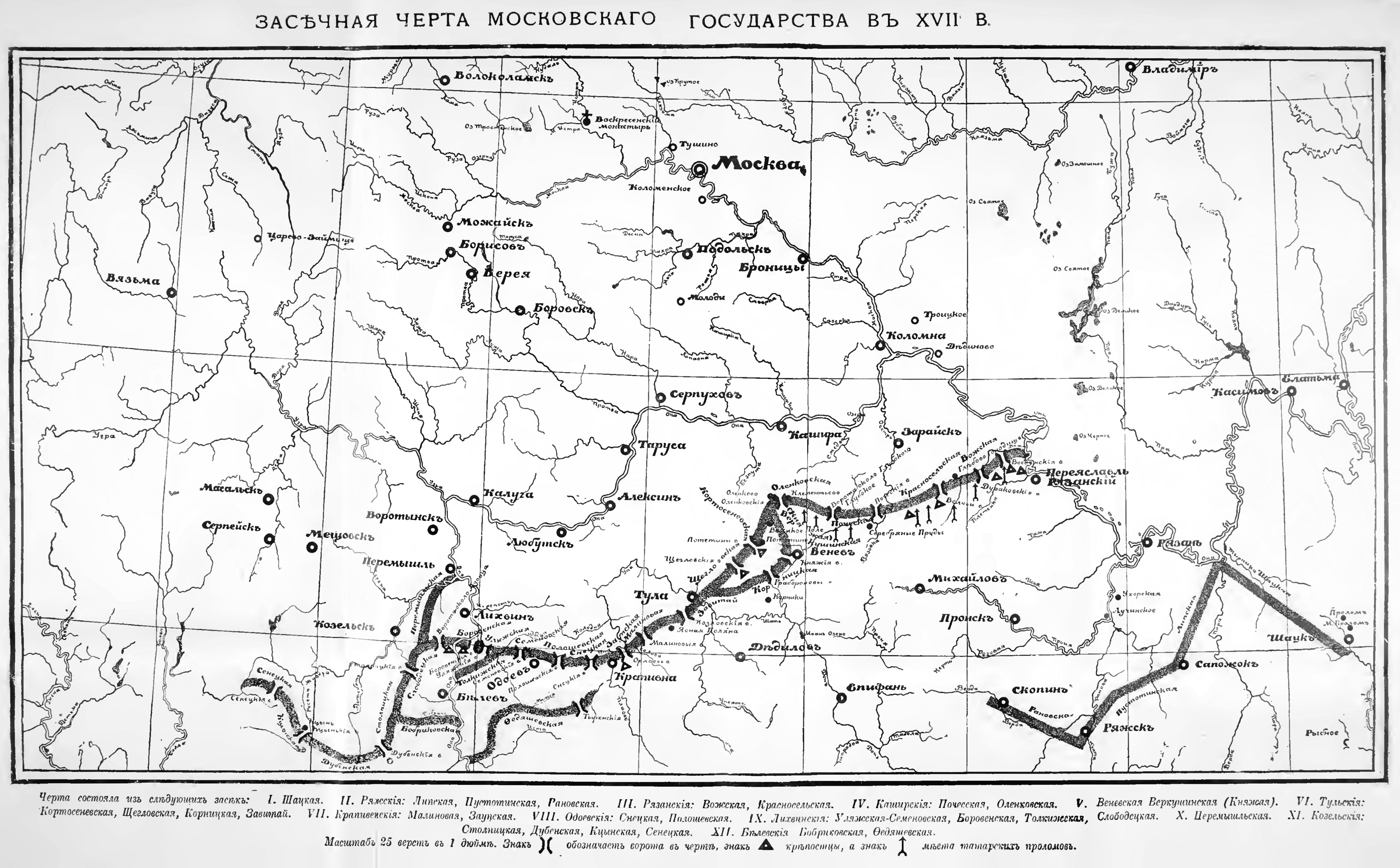
Mapa Wielkiej Linii Zasiecznej z XVII wieku

Bolszaja Zasiecznaja Czerta (ros. Большая засечная черта, w tłumaczeniu Wielka Linia Zasieczna) - system fortyfikacji zbudowany przez Wielkie Księstwo Moskiewskie i późniejsze Carstwo Rosyjskie w celu obrony przed najazdami krymsko-nogajskimi, które pustoszyły południowe prowincje kraju poprzez Szlak murawski w trakcie wojen rosyjsko-krymskich. Czerta położona była na południe od wcześniejszej linii, wzdłuż rzeki Oka, i rozciągała się na setki kilometrów, tworząc tym samym granicę między państwem moskiewskim, a koczownikami stepowymi, analogicznie do Wielkiego Muru Chińskiego i rzymskich Limes.
Linię tworzyły zasieki powstałe z powalonych i ustawionych w barykady drzew, a także z rowów, ziemnych kopców, palisad, wież strażniczych i naturalnych elementów krajobrazu, takich jak jeziora oraz bagna. Szerokość zasiek dochodziła do kilkuset metrów. W najbardziej narażonych na ataki miejscach zasieki podwajano lub potrajano, tworzono bramy oraz małe drewniane fortece, chroniące podróżujących. Mieszkającym w pobliżu chłopom zakazywano osiedlania się i wycinania drzew w okolicy, a w zamian władze nakazywały im poświęcanie części swojego czasu na wspieranie i odnawianie fortyfikacji. Jesienią duże obszary trawy stepowej poza linią był palone, aby pozbawić najeźdźców pożywienia.
Do Wielkiej Linii Zasiecznej włączono również kamienne i drewniane kremle okolicznych miast, takich jak Sierpuchow, Kołomna, Zarajsk, Tuła, Riazań i Bielow. Poza nimi były też mniejsze fortece w postaci ostróg.